# Lehtosaari (ö i Karstula, Vahanka)
Lehtosaari är en ö i Finland. Den ligger i sjön Vahanka och i kommunen Karstula i den ekonomiska regionen  Saarijärvi-Viitasaari och landskapet Mellersta Finland, i den centrala delen av landet, 300 km norr om huvudstaden Helsingfors. Öns area är 4,9 hektar och dess största längd är 0,6 kilometer i sydöst-nordvästlig riktning.